# Ponta Delgada
Ponta Delgada este un oraș-port de pe insula São Miguel din Azore (o posesiune a Portugaliei), cu o populație de 68.809 locuitori în 2011. Aici se află sediul guvernului executiv al Regiunii Autonome Azore.
- Area: 231,9 km²
- Densitate: 283,97/km²
- Cod poștal: 9500 - 9505

## Istorie
În urma cutremurului din 1522, capitala insulelor Azore este schimbată din Vila Franca do Campo în Ponta Delgada, localitatea fiind declarată oraș la 2 aprilie 1546 de către regele Ioan al III-lea al Portugaliei.

## Geografie
Orașul se află în sud-vestul insulei São Miguel.
| Nom                                                    | Populație | Area               | Densitate   | Elevație | Locație                                           |
| ------------------------------------------------------ | --------- | ------------------ | ----------- | -------- | ------------------------------------------------- |
| Ajuda da Bretanha                                      | 1 334     | 13.03 km²/1,303 ha | 102,4/km²   | 0 m      | 37,9 (37°54') N 25,7667 (25°40') W                |
| Arrifes                                                | 6 941     | 25.27 km²/2,527 ha | 274.7/km²   | 91 m     | 37.7667 (37°46') N 31.7 (27°42') W                |
| Candelária                                             | 1 184     | 8.53 ²/853 ha      | 138.8/km²   | 123 m    | 37 N 25 W                                         |
| Capelas                                                | 3 759     | 16.84 km²/1,684 ha | 223.2/km²   | 1 m      | 37.833 (37°50') N 25.6833 (25°41') W              |
| Covoada                                                | 1 259     | 9.92 km²/992 ha    | 126.9/km²   | -        | -                                                 |
| Fajã de Baixo                                          | 4 553     | 4.05 km²/405 ha    | 1 124.2/km² | 1 m      | 37.75 (37°45') N 25.65 (25°39') W                 |
| Fajã de Cima                                           | 3 634     | 11.89 km²/1,189 ha | 305.6/km²   | 26 m     | 37,7667 (37°46') N 25,667 (25°40') W              |
| Fenais da Luz                                          | 1 895     | 7.67 km²/767 ha    | 247.1/km²   | 1 m      | 37,81667 (37°49') N 25,633 (25°39') W             |
| Feteiras                                               | 1 709     | 23,45 km²/2 345 ha | 72.9/km²    | 280 m    | 37 N 25 W                                         |
| Ginetes                                                | 1 267     | 12.07 km²/1,207 ha | 105/km²     | 288 m    | 37,85 (37°51') N ,833 (25°50') W                  |
| Livramento                                             | 3,489     | 5.57 km²/557 ha    | 626.4/km²   | 20 m     | 37,75 (37°45') N 25,61667 (25°37') W              |
| Mosteiros                                              | 1,196     | 8.69 km²/869 ha    | 133.2/km²   | 288 m    | 37,8833 (37°50') N Longitude: 25,81667 (25°49') W |
| Pilar da Bretanha                                      | -         | -                  | -           | -        | -                                                 |
| Relva                                                  | 2 703     | 10.98 km²/1,098 ha | 246.2/km²   | 19 m     | 37,75 (37°45') N 25,71667 (25°43') W              |
| Remédios                                               | 997       | 5.56 km²/556 ha    | 179.37/km²  | 373 m    | 37.75 (37°45') N 25.533 (35°33') W                |
| Santa Bárbara                                          | 880       | 8.71 km²/871 ha    | 101.0/km²   | 300 m    | 37.75 (37°45') N 25.733 (25°44') W                |
| Santa Clara                                            | -         | -                  | -           | -        | -                                                 |
| Santo António                                          | 2 004     | 11.73 km²/1,173 ha | 170.8/km²   | 0 km     | 37.85 (37°51') N 25.5667 (25°34') W               |
| São José (Ponta Delgada)                               | 8 627     | 3.89 km²/389 ha    | 2 217/km²   | 2 m      | 37 N 25 W                                         |
| São Pedro (Ponta Delgada)                              | 7 177     | 2.81 km²/281 ha    | 2 554,1/km² | 3 m      | 37 N 25 W                                         |
| São Roque                                              | 4 414     | 7.16 km²/716 ha    | 616.5/km²   | 0 m      | 37.75 (37°45') N .633 (25°39') W                  |
| São Sebastião (Ponta Delgada) (Matriz (Ponta Delgada)) | 4 309     | 3.2 km²/320 ha     | 1 346/km²   | -        | -                                                 |
| São Vicente Ferreira                                   | 1 664     | 11.37 km²/1 137 ha | 146.4/km²   | 7 m      | 37,81667 (37°49') N 25,65 (25°39') W              |
| Sete Cidades                                           | 858       | 19.22 km²/1,922 ha | 44.6/km²    | -        | 37 N 25 W                                         |

Vezi și: Listă de orașe din Portugalia
|       | Nord:         | Nordo.: Ribeira Grande      |
| West: | Ponta Delgada | Est: Lagoa & Ribeira Grande |
|       | Sud:          | Sudest: Lagoa               |